# Хочеве
Хочеве (на словенски: Hočevje) е село в Словения, регион Средна Словения, община Добреполе. Според Националната статистическа служба на Република Словения през 2015 г. селото има 160 жители.